# Dieter Schwarz
Pour les articles homonymes, voir Schwarz.
Dieter Schwarz (né le 24 septembre 1939) est un entrepreneur allemand, le propriétaire du groupe Schwarz (de) et le directeur de la chaîne de supermarchés Lidl fondée dans les années 1930 par son père Josef (1903-1977), et d'hypermarchés Kaufland.
En 2014, il devient la 23e personne la plus riche de la planète avec une fortune s'élevant à 21 milliards d'euros et la troisième fortune d'Allemagne. En 2020, le Welt am Sonntag révèle que sa fortune personnelle s'élève à 41,8 milliards d'euros.
Schwarz vit à Neckarsulm, avec sa femme Franziska Weipert épousée en 1963. Le couple a deux filles.